# آرنو بوولنتا
آرنو بوولنتا (فرانسوی: Arnaud Bovolenta‎؛ زادهٔ ۶ سپتامبر ۱۹۸۸) اسکی‌باز نمایشی اهل فرانسه بود.
وی در مسابقات کشوری و بین‌المللی در مجموع برندهٔ ۱ مدال نقره شده‌است.